# 'Ammit̠tamru II (IV)
'Ammit̠tamru II (IV) (... – 1350 a.C.) è stato un re di Ugarit.